# Sourzac
Pour les articles homonymes, voir Sourzac (homonymie).
Cet article possède un paronyme, voir Soursac.
Sourzac est une commune française située dans le département de la Dordogne, en région Nouvelle-Aquitaine.

## Géographie

### Généralités
Dans l'ouest du département de la Dordogne, la commune de Sourzac est située en vallée de l'Isle. C'est une commune rurale qui fait partie de l'unité urbaine de Mussidan et qui était incluse jusqu'en 2019 dans l'aire urbaine de Mussidan. 
En rive gauche de l'Isle, elle est bordée au nord et à l'ouest par cette rivière et arrosée au sud par la Crempsoulie.
Au bord de l'Isle et traversé par la route départementale (RD) 6089, le petit bourg de Sourzac se situe, en distances orthodromiques, deux kilomètres au nord-est du centre-ville de Mussidan et huit kilomètres au sud-ouest de Neuvic.
La commune est également desservie par les RD 29 et 39E1. Elle est aussi traversée sur cinq kilomètres et demi par l'autoroute A89 dont l'échangeur le plus proche (no 13.1) est situé sur son propre territoire, à quatre kilomètres du bourg par la route.

### Communes limitrophes
Sourzac est limitrophe de huit autres communes.
| Saint-Louis-en-l'Isle  | Douzillac | Neuvic                   |
| Saint-Front-de-Pradoux | Sourzac   | Saint-Séverin-d'Estissac |
| Mussidan               | Bourgnac  | Issac                    |

### Géologie et relief

#### Géologie
Situé sur la plaque nord du Bassin aquitain et bordé à son extrémité nord-est par une frange du Massif central, le département de la Dordogne présente une grande diversité géologique. Les terrains sont disposés en profondeur en strates régulières, témoins d'une sédimentation sur cette ancienne plate-forme marine. Le département peut ainsi être découpé sur le plan géologique en quatre gradins différenciés selon leur âge géologique. Sourzac est située dans le troisième gradin à partir du nord-est, un plateau formé de calcaires hétérogènes du Crétacé.
Les couches affleurantes sur le territoire communal sont constituées de formations superficielles du Quaternaire et de roches sédimentaires datant pour certaines du Cénozoïque, et pour d'autres du Mésozoïque. La formation la plus ancienne, notée c5c, date du Campanien 3, une alternance de marnes à glauconie et de calcaires crayo-marneux jaunâtres. La formation la plus récente, notée CFp, fait partie des formations superficielles de type colluvions indifférenciées de versant, de vallon et plateaux issues d'alluvions, molasses, altérites. Le descriptif de ces couches est détaillé dans  la feuille « no 782 - Mussidan » de la carte géologique au 1/50 000 de la France métropolitaine, et sa notice associée.

Carte géologique de Sourzac.

#### Relief et paysages

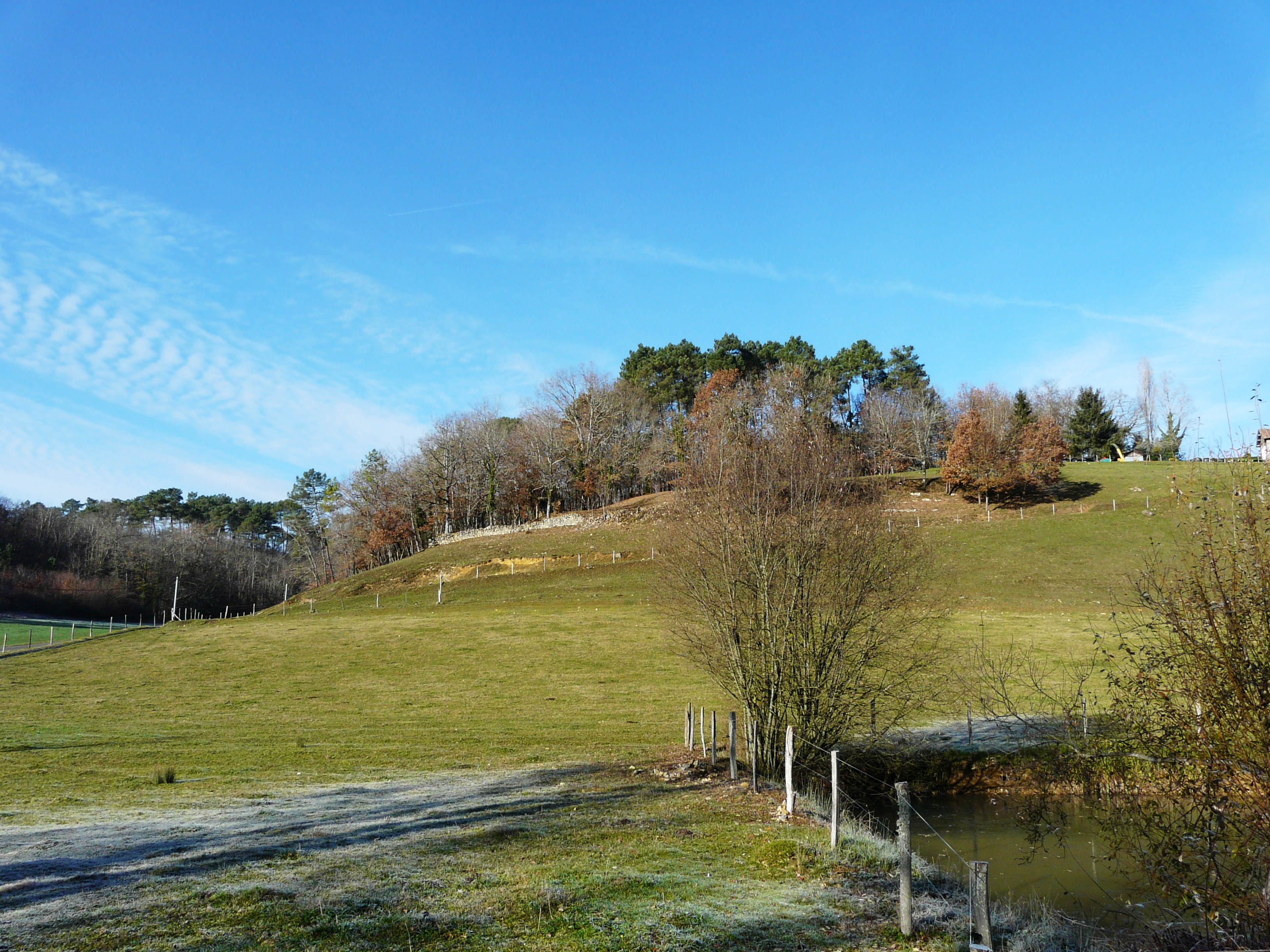
Paysage dans le sud de la commune, à côté du lieu-dit Rebondie, ou Redondie.

Le département de la Dordogne se présente comme un vaste plateau incliné du nord-est (491 m, à la forêt de Vieillecour dans le Nontronnais, à Saint-Pierre-de-Frugie) au sud-ouest (2 m à Lamothe-Montravel). L'altitude du territoire communal varie quant à elle entre 43 mètres au sud-ouest, là ou l'Isle quitte la commune en aval du lieu-dit Gabillou, pour servir de limite entre les communes de Mussidan et Saint-Front-de-Pradoux, et 186 mètres au sud-est, en limite de la commune d'Issac, au sud du lieu-dit la Combe des Griffons.
Dans le cadre de la Convention européenne du paysage entrée en vigueur en France le 1er juillet 2006, renforcée par la loi du 8 août 2016 pour la reconquête de la biodiversité, de la nature et des paysages, un atlas des paysages de la Dordogne a été élaboré sous maîtrise d’ouvrage de l’État et publié en octobre 2020. Les paysages du département s'organisent en huit unités paysagères,. La commune est dans l'unité paysagère de la « Vallée de l'Isle », qui présente un profil contrasté : une vallée relativement encaissée, aux coteaux affirmés, dominant le fond de vallée de 60 à 80 m en amont de Mussidan, une vallée plus élargie en aval avec un fond de vallée plat, large de 1,5 à 2 km. À la fois agricole et urbanisée, elle est parcourue par de nombreuses voies de communication,.
La superficie cadastrale de la commune publiée par l'Insee, qui sert de référence dans toutes les statistiques, est de 23,37 km2,,. La superficie géographique, issue de la BD Topo, composante du Référentiel à grande échelle produit par l'IGN, est quant à elle de 23,18 km2.

### Hydrographie

#### Réseau hydrographique
La commune est située dans le bassin de la Dordogne au sein du Bassin Adour-Garonne. Elle est drainée par l'Isle, la Crempse, la Crempsoulie, et par divers petits cours d'eau, qui constituent un réseau hydrographique de 25 km de longueur totale,.
L'Isle, d'une longueur totale de 255,29 km, prend sa source dans la Haute-Vienne dans la commune de Janailhac et se jette dans la Dordogne — dont elle est le principal affluent — en rive droite face à Arveyres, en limite de Fronsac et de Libourne,. Elle borde la commune sur plus de onze kilomètres face à Douzillac au nord, Saint-Louis-en-l'Isle au nord-ouest et Saint-Front-de-Pradoux à l'ouest.
La Crempse, d'une longueur totale de 26,22 km, prend sa source à Beauregard-et-Bassac et se jette dans l'Isle en rive gauche à Mussidan, face à Saint-Front-de-Pradoux,. Entre les lieux-dits la Forge et le Moulin du Pic, le bras nord de la Crempse marque la limite communale sur 500 mètres, face à Mussidan.
La Crempsoulie, d'une longueur totale de 9,91 km, prend sa source à Saint-Jean-d'Estissac et se jette dans la Crempse en rive droite en limite de Bourgnac et d'Issac,. Elle arrose le sud-est du territoire communal sur quatre kilomètres, lui servant de limite naturelle sur deux kilomètres et demi face à Issac.

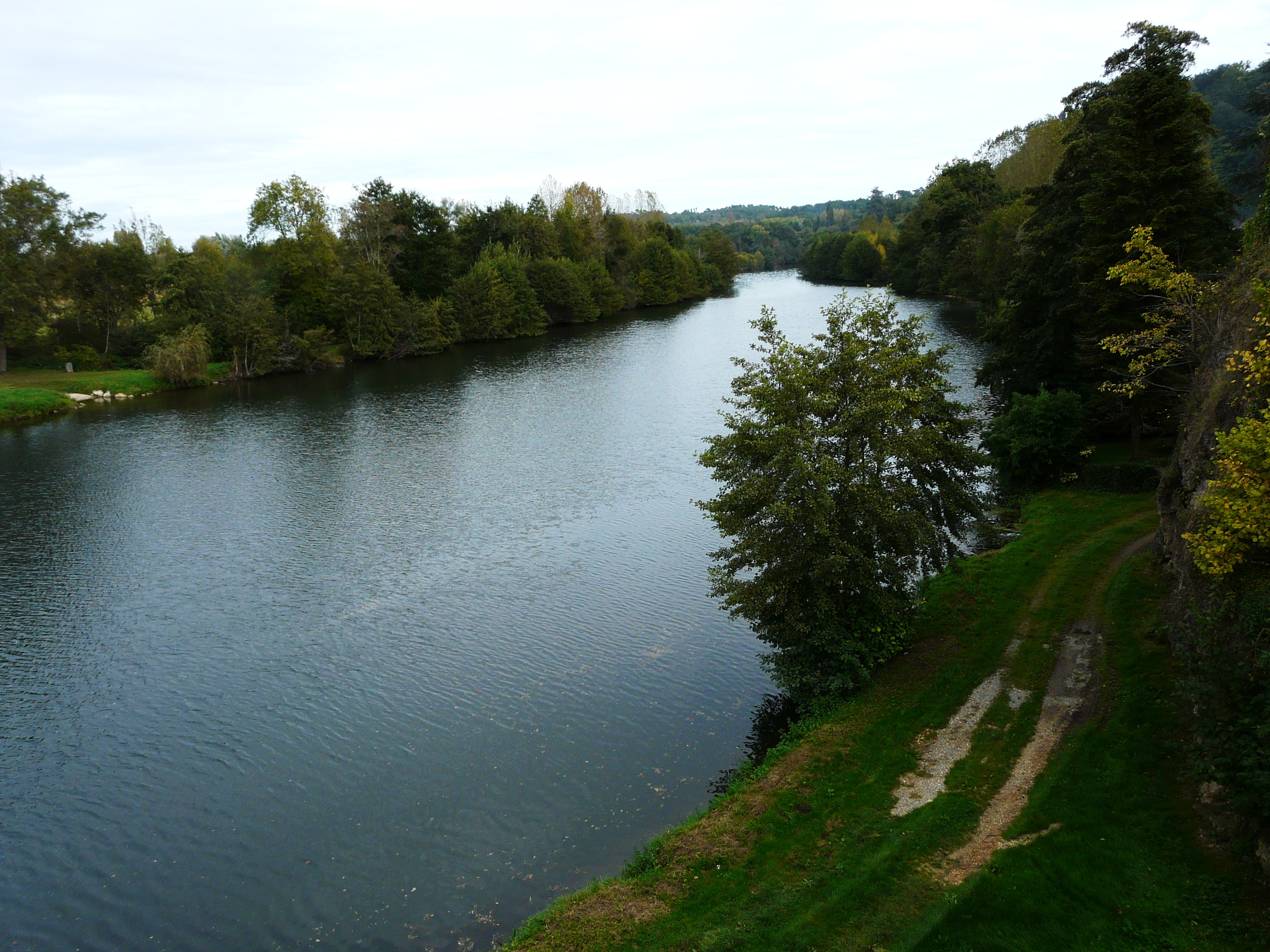
L'Isle sépare Saint-Louis-en-l'Isle (à gauche) de Sourzac.
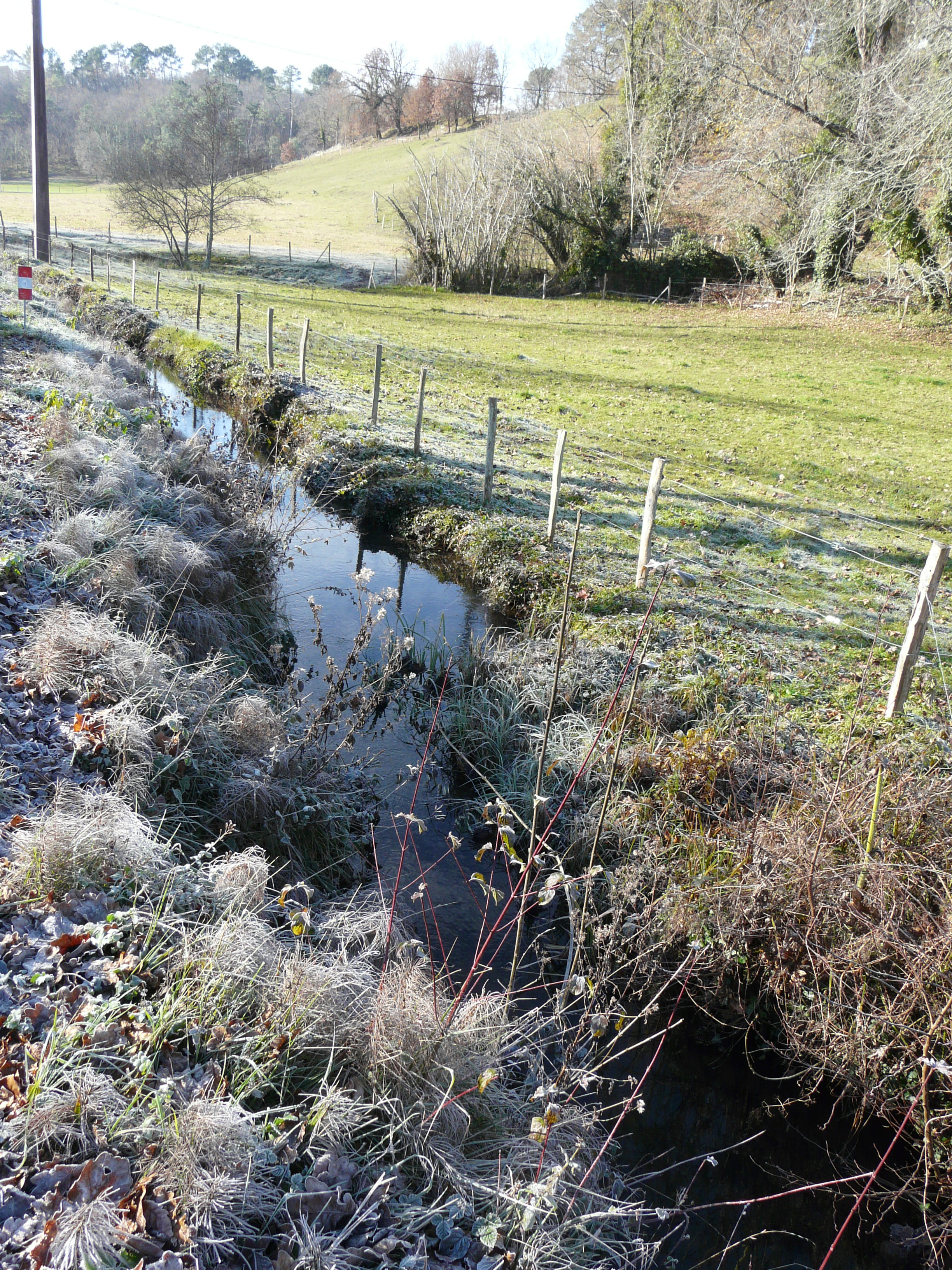
Au nord du lieu-dit le Maupas, la Crempsoulie sert de limite aux communes d'Issac (à gauche) et de Sourzac.
Réseaux hydrographique et routier de Sourzac.

#### Gestion et qualité des eaux
Le territoire communal est couvert par le schéma d'aménagement et de gestion des eaux (SAGE) « Isle - Dronne ». Ce document de planification, dont le territoire regroupe les bassins versants de l'Isle et de la Dronne, d'une superficie de 7 500 km2, a été approuvé le 2 août 2021. La structure porteuse de l'élaboration et de la mise en œuvre est l'établissement public territorial de bassin de la Dordogne (EPIDOR). Il définit sur son territoire les objectifs généraux d’utilisation, de mise en valeur et de protection quantitative et qualitative des ressources en eau superficielle et souterraine, en respect des objectifs de qualité définis dans le troisième SDAGE  du Bassin Adour-Garonne qui couvre la période 2022-2027, approuvé le 10 mars 2022.
La qualité des eaux de baignade et des cours d’eau peut être consultée sur un site dédié géré par les agences de l’eau et l’Agence française pour la biodiversité.

### Climat
Pour des articles plus généraux, voir Climat de la Nouvelle-Aquitaine et Climat de la Dordogne.
Historiquement, la commune est exposée à un climat océanique aquitain.  
En 2020, Météo-France publie une typologie des climats de la France métropolitaine dans laquelle la commune est dans une zone de transition entre le climat océanique et le climat océanique altéré et est dans la région climatique  Aquitaine, Gascogne, caractérisée par une pluviométrie abondante au printemps, modérée en automne, un faible ensoleillement au printemps, un été chaud (19,5 °C), des vents faibles, des brouillards fréquents en automne et en hiver et des orages fréquents en été (15 à 20 jours).
Pour la période 1971-2000, la température annuelle moyenne est de 12,5 °C, avec  une amplitude thermique annuelle de 15 °C. Le cumul annuel moyen de précipitations est de 890 mm, avec 11,7 jours de précipitations en janvier et 6,8 jours en juillet. Pour la période 1991-2020, la température moyenne annuelle observée sur la station météorologique la plus proche, située sur la commune de Saint-Martin-de-Ribérac à 20 km à vol d'oiseau, est de 13,5 °C et le cumul annuel moyen de précipitations est de 916,6 mm,. Pour l'avenir, les paramètres climatiques de la commune estimés pour 2050 selon différents scénarios d’émission de gaz à effet de serre sont consultables sur un site dédié publié par Météo-France en novembre 2022.

## Urbanisme

### Typologie
Au 1er janvier 2024, Sourzac est catégorisée commune rurale à habitat dispersé, selon la nouvelle grille communale de densité à 7 niveaux définie par l'Insee en 2022.
Elle appartient à l'unité urbaine de Mussidan, une agglomération intra-départementale dont elle est une commune de la banlieue,. La commune est en outre hors attraction des villes,.

### Occupation des sols
L'occupation des sols de la commune, telle qu'elle ressort de la base de données européenne d’occupation biophysique des sols Corine Land Cover (CLC), est marquée par l'importance des forêts et milieux semi-naturels (49,8 % en 2018), une proportion sensiblement équivalente à celle de 1990 (50,3 %). La répartition détaillée en 2018 est la suivante : 
forêts (49,8 %), zones agricoles hétérogènes (35,1 %), terres arables (8,8 %), zones urbanisées (3,4 %), prairies (1,7 %), zones industrielles ou commerciales et réseaux de communication (1,1 %). L'évolution de l’occupation des sols de la commune et de ses infrastructures peut être observée sur les différentes représentations cartographiques du territoire : la carte de Cassini (XVIIIe siècle), la carte d'état-major (1820-1866) et les cartes ou photos aériennes de l'IGN pour la période actuelle (1950 à aujourd'hui).

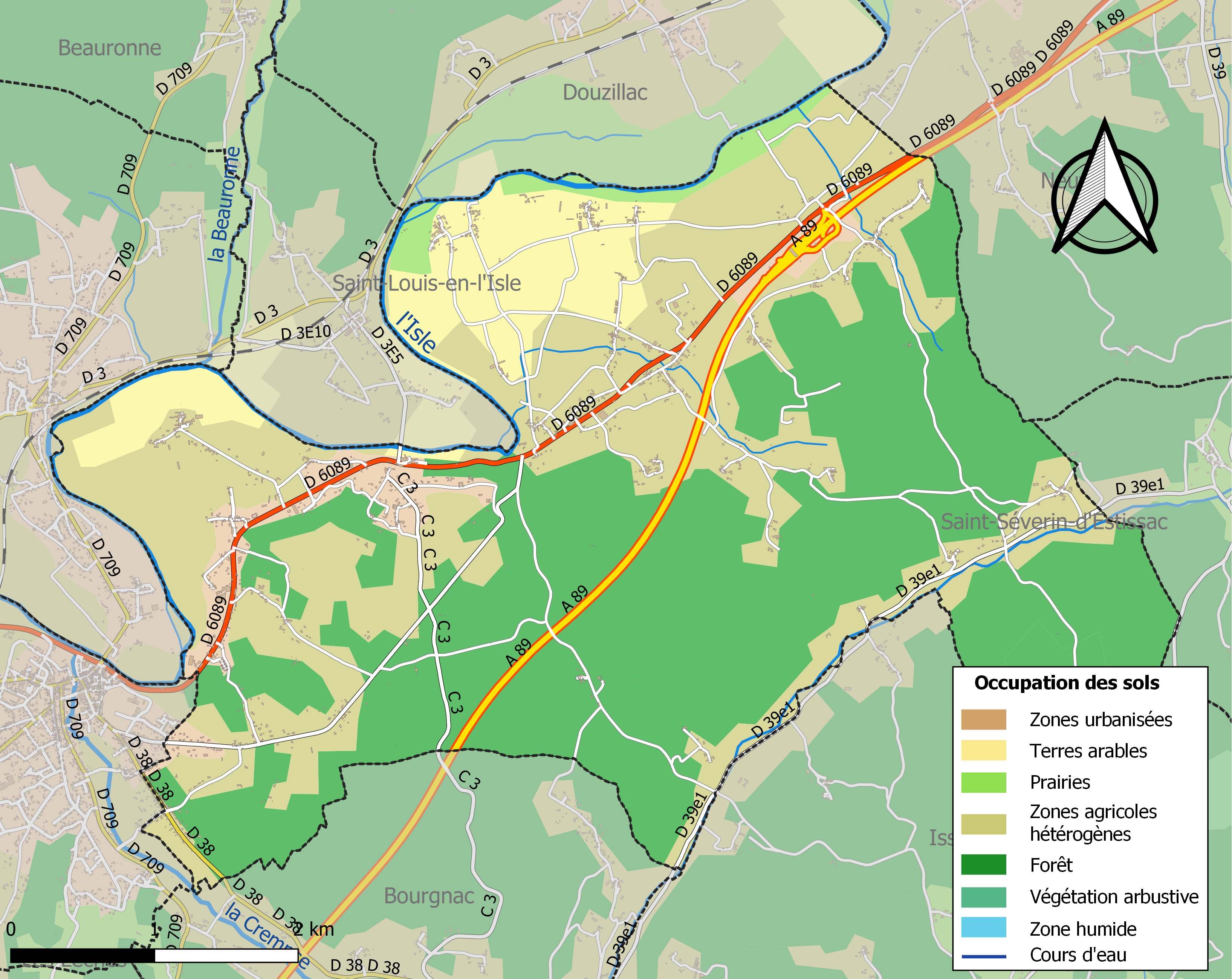
Carte des infrastructures et de l'occupation des sols de la commune en 2018 (CLC).

### Prévention des risques
Le territoire de la commune de Sourzac est vulnérable à différents aléas naturels : météorologiques (tempête, orage, neige, grand froid, canicule ou sécheresse), inondations, feux de forêts, mouvements de terrains et séisme (sismicité très faible). Il est également exposé à un risque technologique, le transport de matières dangereuses. Un site publié par le BRGM permet d'évaluer simplement et rapidement les risques d'un bien localisé soit par son adresse soit par le numéro de sa parcelle.

#### Risques naturels

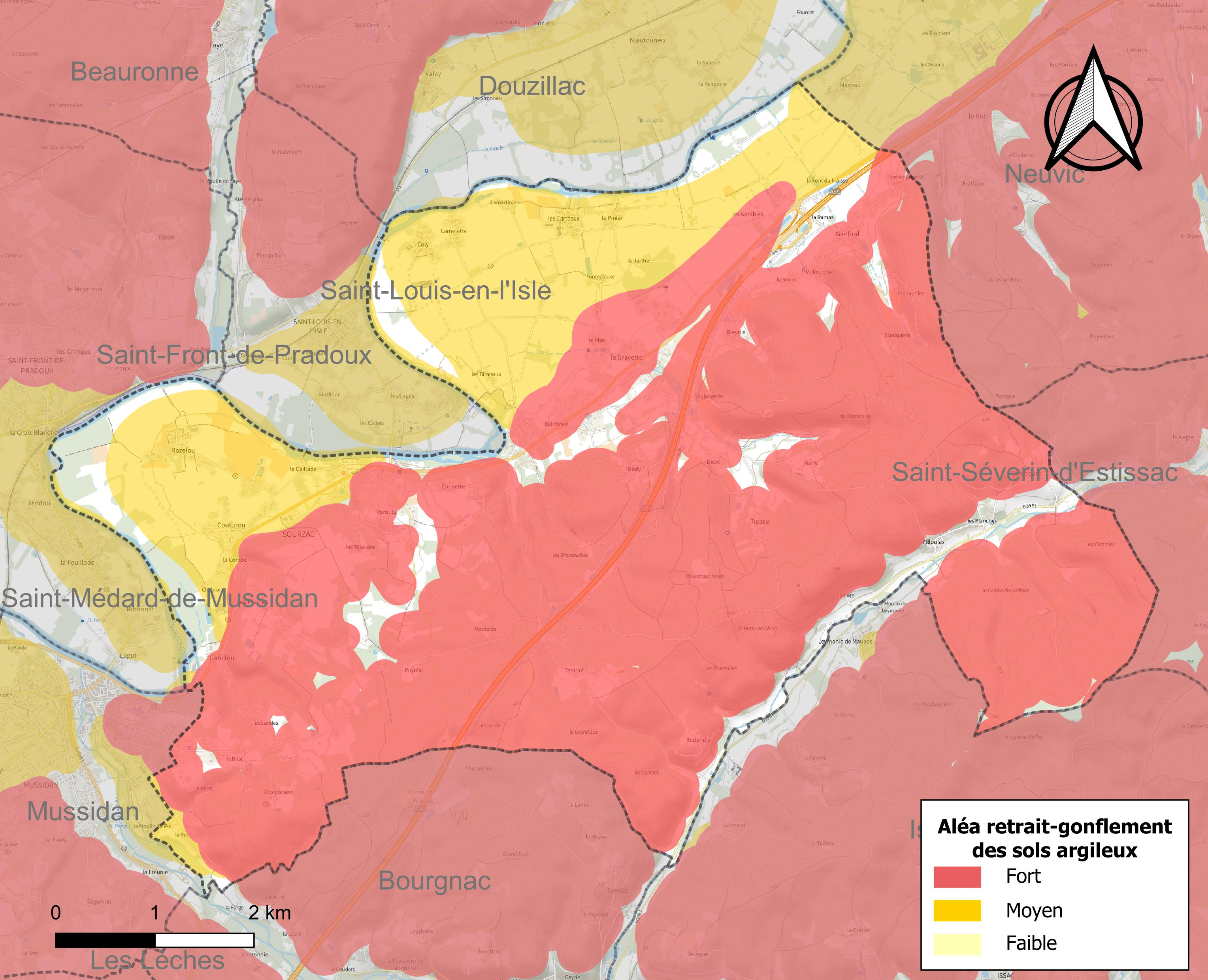
Carte des zones d'aléa retrait-gonflement des sols argileux de Sourzac.

Certaines parties du territoire communal sont susceptibles d’être affectées par le risque d’inondation par débordement de cours d'eau, notamment l'Isle. La commune a été reconnue en état de catastrophe naturelle au titre des dommages causés par les inondations et coulées de boue survenues en 1982, 1986, 1993 et 1999,. Le risque inondation est pris en compte dans l'aménagement du territoire de la commune par le biais du plan de prévention des risques inondation (PPRI) de la « vallée de l'Isle - Mussidanais »  prescrit le 14 mai 2007 et approuvé le 6 juillet 2009, pour les crues de l'Isle, impactant ses rives jusqu'à 1 200 mètres de largeur sur le territoire communal, au nord des Biranoux,.
Sourzac est exposée au risque de feu de forêt. L’arrêté préfectoral du 14 mars 2013 fixe les conditions de pratique des incinérations et de brûlage dans un objectif de réduire le risque de départs d’incendie. À ce titre, des périodes sont déterminées : interdiction totale du 15 février au 15 mai et du 15 juin au 15 octobre, utilisation réglementée du 16 mai au 14 juin et du 16 octobre au 14 février. En septembre 2020, un plan inter-départemental de protection des forêts contre les incendies (PidPFCI) a été adopté pour la période 2019-2029,.
Les mouvements de terrains susceptibles de se produire sur la commune sont des tassements différentiels. Le retrait-gonflement des sols argileux est susceptible d'engendrer des dommages importants aux bâtiments en cas d’alternance de périodes de sécheresse et de pluie. 89,6 % de la superficie communale est en aléa moyen ou fort (58,6 % au niveau départemental et 48,5 % au niveau national métropolitain). Depuis le 1er octobre 2020, en application de la loi ÉLAN, différentes contraintes s'imposent aux vendeurs, maîtres d'ouvrages ou constructeurs de biens situés dans une zone classée en aléa moyen ou fort,.
La commune a été reconnue en état de catastrophe naturelle au titre des dommages causés par la sécheresse en 1992, 1995, 2005 et 2011 et par des mouvements de terrain en 1999.

## Toponymie
L'origine du nom provient d'un personnage gallo-roman nommé Soritius (signifiant « souris ».) ou Sortitus (« destinée »), suivi du suffixe -acum.
Le nom du village apparaît pour la première fois à la fin du XIe siècle, dans le nom de son église Sanctus Petrus de Sorziaco. Trois siècles plus tard, le village porte le nom de Sorzac, actuel nom occitan du village.
Sur la planète Mars, en février 2021, l'une des cibles d'analyses poussées effectuées sur un affleurement rocheux par l'astromobile Curiosity de la NASA, est baptisée d'après la commune.

## Histoire
Les quelque 200 gravures de la grotte de Gabillou (ou de las Agnelas), découverte en 1941, indiquent une présence sur le site au Magdalénien.
Après avoir été ravagée lors de la guerre de Cent Ans, l'église Saint-Pierre-et-Saint-Paul, romane, a été rebâtie au XVe siècle en style gothique.

## Politique et administration

### Administration municipale
La population de la commune étant comprise entre 500 et 1 499 habitants au recensement de 2017, quinze conseillers municipaux ont été élus en 2020,.

### Liste des maires
| Période                                  | Période      | Identité            | Étiquette | Qualité  |
| ---------------------------------------- | ------------ | ------------------- | --------- | -------- |
| Les données manquantes sont à compléter. |              |                     |           |          |
| 1792                                     | 1796         | Claude Pontard      |           |          |
| 1796                                     | 1798         | Jean Raymondie      |           |          |
| 1798                                     | 1800         | Jean Laurière       |           |          |
| 1800                                     | 1821         | Maurice Dambier     |           |          |
| 1821                                     | 1848         | Jean Raymondie      |           |          |
| 1848                                     | 1862         | Louis Chivaille     |           |          |
| 1862                                     | 1870         | Célestin Raymondie  |           |          |
| 1870                                     | janvier 1878 | Jean Massole        |           |          |
| janvier 1878                             | mai 1904     | Pierre Laurière     |           |          |
| mai 1904                                 | mai 1925     | Jérôme Bonnebouche  |           |          |
| mai 1925                                 | 1935         | Joseph Maze         |           |          |
| 1935                                     | 1944         | Roger Marty         |           |          |
| octobre 1944                             | 1953         | Ernest Coussy       |           |          |
| mai 1953                                 | mars 1977    | Édouard Clament     | Gaulliste |          |
| mars 1977                                | 1986         | Marcel Delord       |           |          |
| 1986                                     | octobre 1986 | Délégation spéciale |           |          |
| octobre 1986                             | juin 1995    | Michel Patient      |           |          |
| juin 1995                                | 2001         | Serge Clament       |           |          |
| mars 2001                                | avril 2014   | Jacques Montuelle   | SE        | Retraité |
| avril 2014 (réélu en mai 2020)           | En cours     | Philippe Perlumière |           |          |

### Jumelages

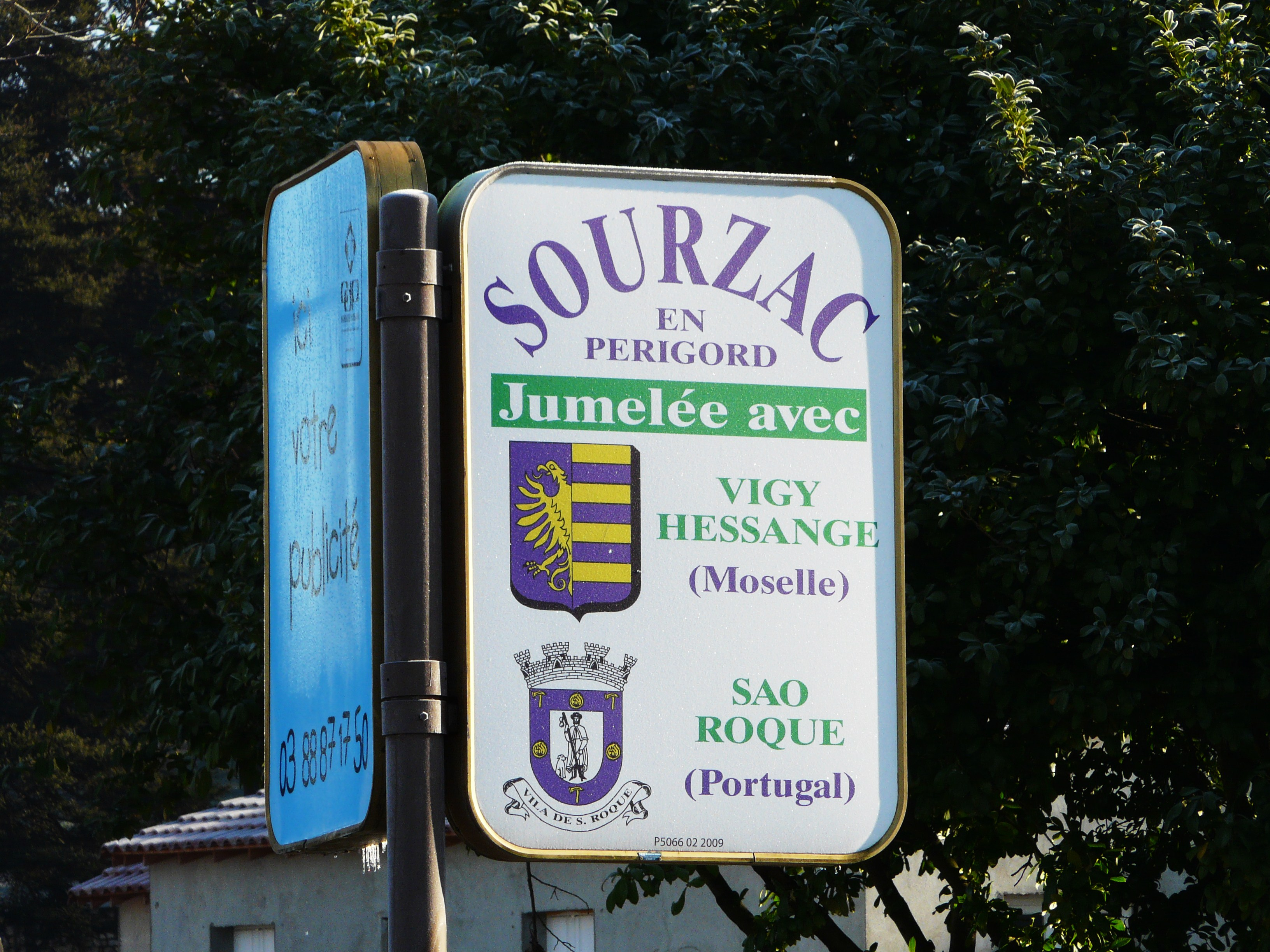
Panneau de jumelage de Sourzac.

- Vigy (France) depuis 1990
- São Roque (Portugal) depuis 1999

## Équipements et services publics

### Enseignement

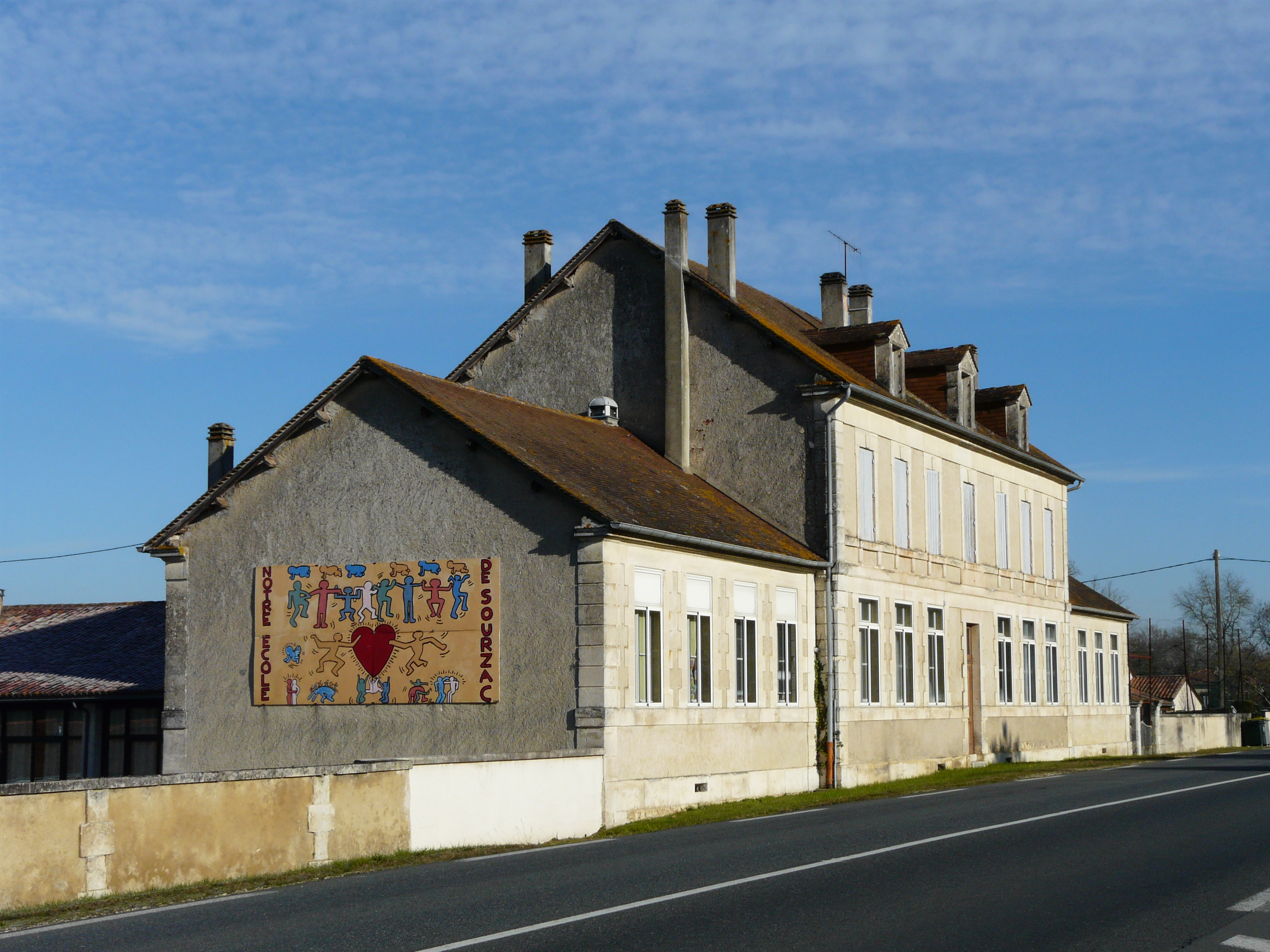
L'école au lieu-dit Baronie.

En 2012, Sourzac est organisée en regroupement pédagogique intercommunal (RPI) avec la commune de Saint-Louis-en-l'Isle au niveau des classes de primaire. La commune assure les classes de maternelle, de cours préparatoire et de cours moyen, les classes de cours élémentaire s'effectuant à Saint-Louis-en-l'Isle.

### Justice
En 2023, dans le domaine judiciaire, Sourzac relève : 
- du tribunal judiciaire, du tribunal pour enfants, du conseil de prud'hommes et du tribunal de commerce de Périgueux ;
- du pôle Nationalité du tribunal judiciaire de Périgueux (compétent uniquement dans le domaine de la nationalité) ;
- de la cour d'appel, du tribunal administratif et de la  cour administrative d'appel de Bordeaux.

## Population et société

### Démographie
L'évolution du nombre d'habitants est connue à travers les recensements de la population effectués dans la commune depuis 1793. Pour les communes de moins de 10 000 habitants, une enquête de recensement portant sur toute la population est réalisée tous les cinq ans, les populations de référence des années intermédiaires étant quant à elles estimées par interpolation ou extrapolation. Pour la commune, le premier recensement exhaustif entrant dans le cadre du nouveau dispositif a été réalisé en 2008.

En 2022, la commune comptait 1 127 habitants, en évolution de +1,81 % par rapport à 2016 (Dordogne : +0,37 %, France hors Mayotte : +2,11 %).
| 1793  | 1800  | 1806  | 1821  | 1831  | 1836  | 1841  | 1846  | 1851  |
| ----- | ----- | ----- | ----- | ----- | ----- | ----- | ----- | ----- |
| 1 443 | 1 314 | 1 177 | 1 214 | 1 587 | 1 753 | 1 722 | 1 723 | 1 638 |

| 1856  | 1861  | 1866  | 1872  | 1876  | 1881  | 1886  | 1891  | 1896  |
| ----- | ----- | ----- | ----- | ----- | ----- | ----- | ----- | ----- |
| 1 582 | 1 313 | 1 290 | 1 204 | 1 174 | 1 167 | 1 212 | 1 201 | 1 179 |

| 1901  | 1906  | 1911 | 1921 | 1926 | 1931 | 1936 | 1946 | 1954 |
| ----- | ----- | ---- | ---- | ---- | ---- | ---- | ---- | ---- |
| 1 141 | 1 105 | 976  | 909  | 933  | 873  | 877  | 879  | 986  |

| 1962 | 1968  | 1975  | 1982  | 1990  | 1999  | 2006  | 2008  | 2013  |
| ---- | ----- | ----- | ----- | ----- | ----- | ----- | ----- | ----- |
| 986  | 1 015 | 1 020 | 1 020 | 1 011 | 1 032 | 1 078 | 1 093 | 1 107 |

| 2018  | 2022  | - | - | - | - | - | - | - |
| ----- | ----- | - | - | - | - | - | - | - |
| 1 106 | 1 127 | - | - | - | - | - | - | - |

## Économie

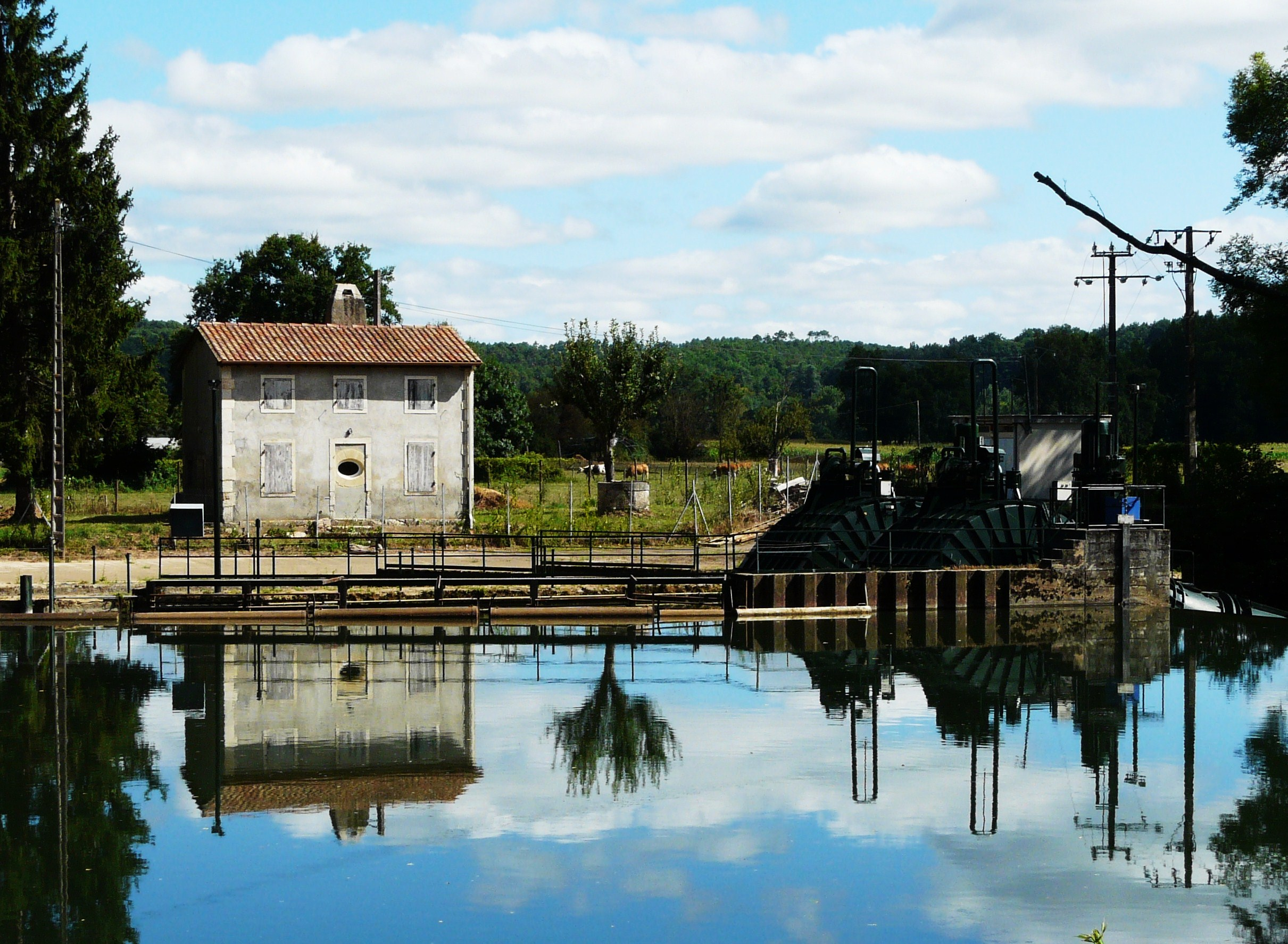
La micro-centrale électrique de Coly-Lamelette sur l'Isle, à Sourzac.

### Emploi
En 2015, parmi la population communale comprise entre 15 et 64 ans, les actifs représentent 460 personnes, soit 41,5 % de la population municipale. Le nombre de chômeurs (63) a augmenté par rapport à 2010 (51) et le taux de chômage de cette population active s'établit à 13,6 %.

### Établissements
Au 31 décembre 2015, la commune compte 105 établissements, dont cinquante-huit au niveau des commerces, transports ou services, vingt-quatre dans la construction, dix dans l'agriculture, la sylviculture ou la pêche, huit relatifs au secteur administratif, à l'enseignement, à la santé ou à l'action sociale, et cinq dans l'industrie.

## Culture locale et patrimoine

### Lieux et monuments
- L'église Saint-Pierre-et-Saint-Paul, reconstruite au XVe siècle en style gothique, avec des ruines romanes à l'entrée, est inscrite au titre des monuments historiques depuis 1948[72].
- La grotte de Gabillou ou « grotte de las Agnelas », est un site archéologique avec gravures rupestres datant du paléolithique supérieur, classée au titre des monuments historiques depuis 1942, propriété privée[73].
- En bordure de l'Isle, les jardins du Chaufourg, au lieu-dit Baronnie, créés au XIXe siècle et améliorés au XXe siècle, sont inscrits au titre des monuments historiques depuis 2000, propriété privée[74].
- Pont sur l'Isle de type « Eiffel », édifié en 1894, qui permet de relier la commune à celle de Saint-Louis-en-l'Isle (route départementale 3E5) ; il sera fermé en 2025 pendant presque une année pour consolidation[75].
- Fontaine pétrifiante, en face de l'église.

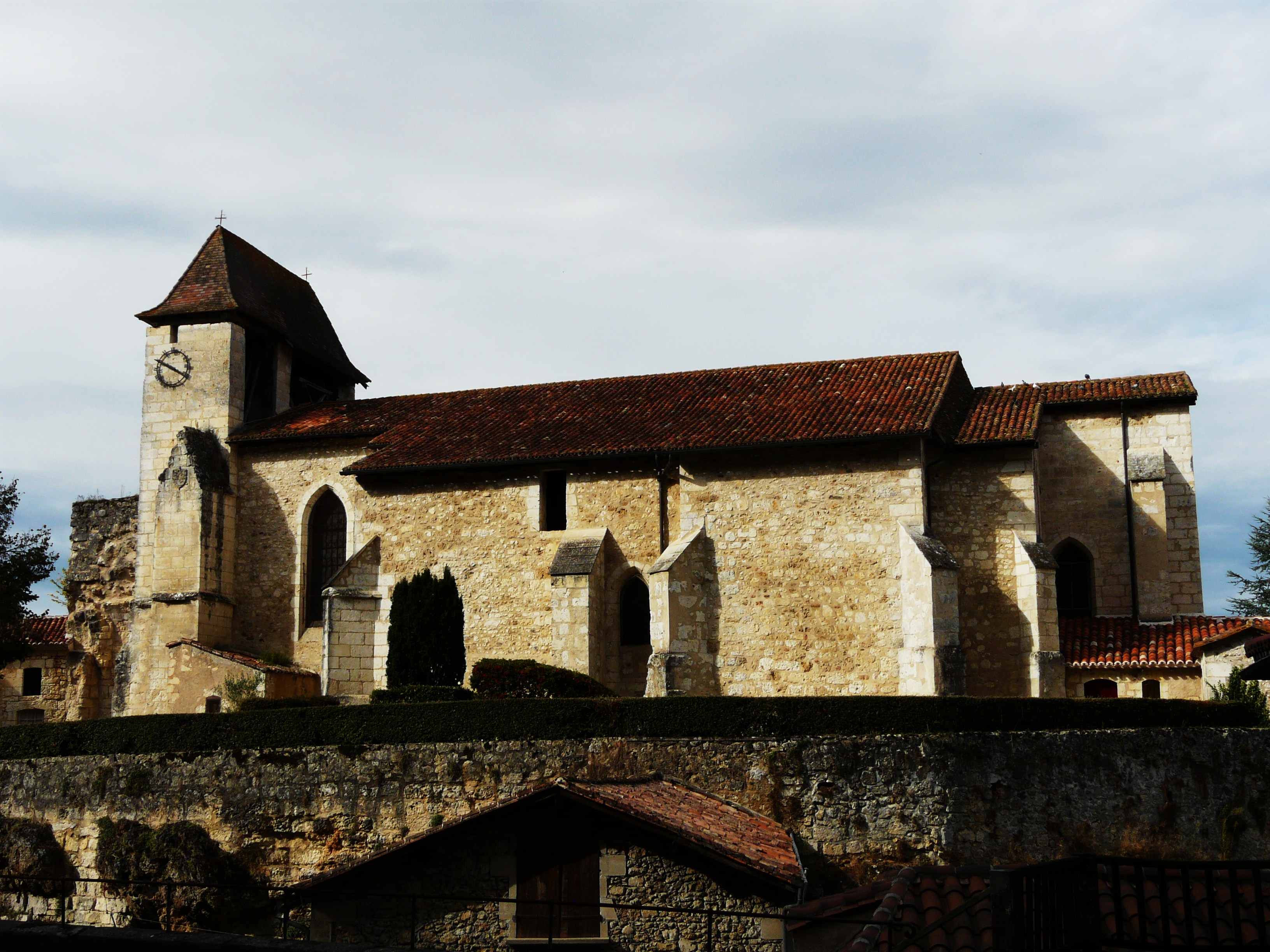
L'église Saint-Pierre et Saint-Paul.
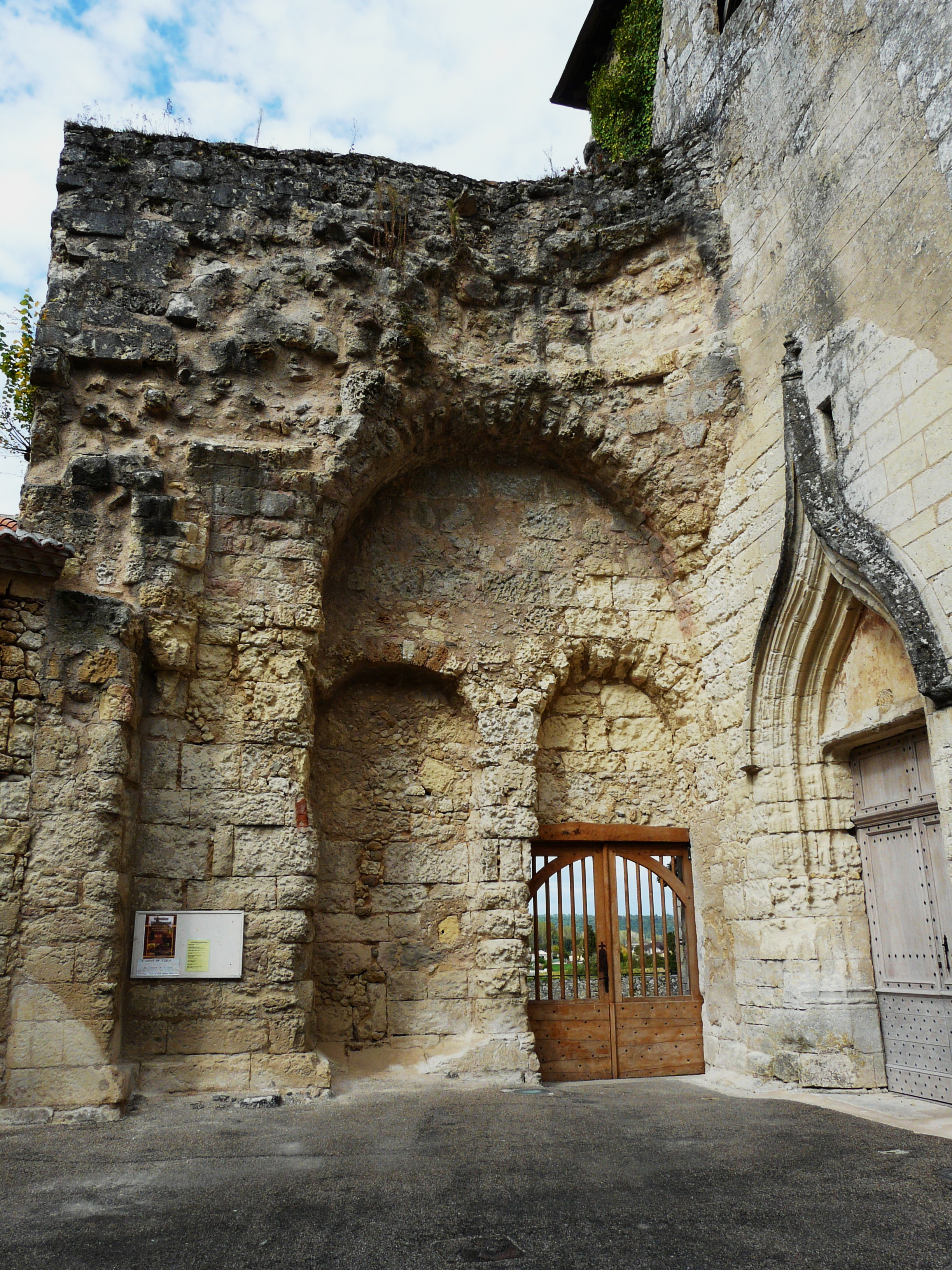
Les ruines romanes à l'entrée du portail ouest de l'église.
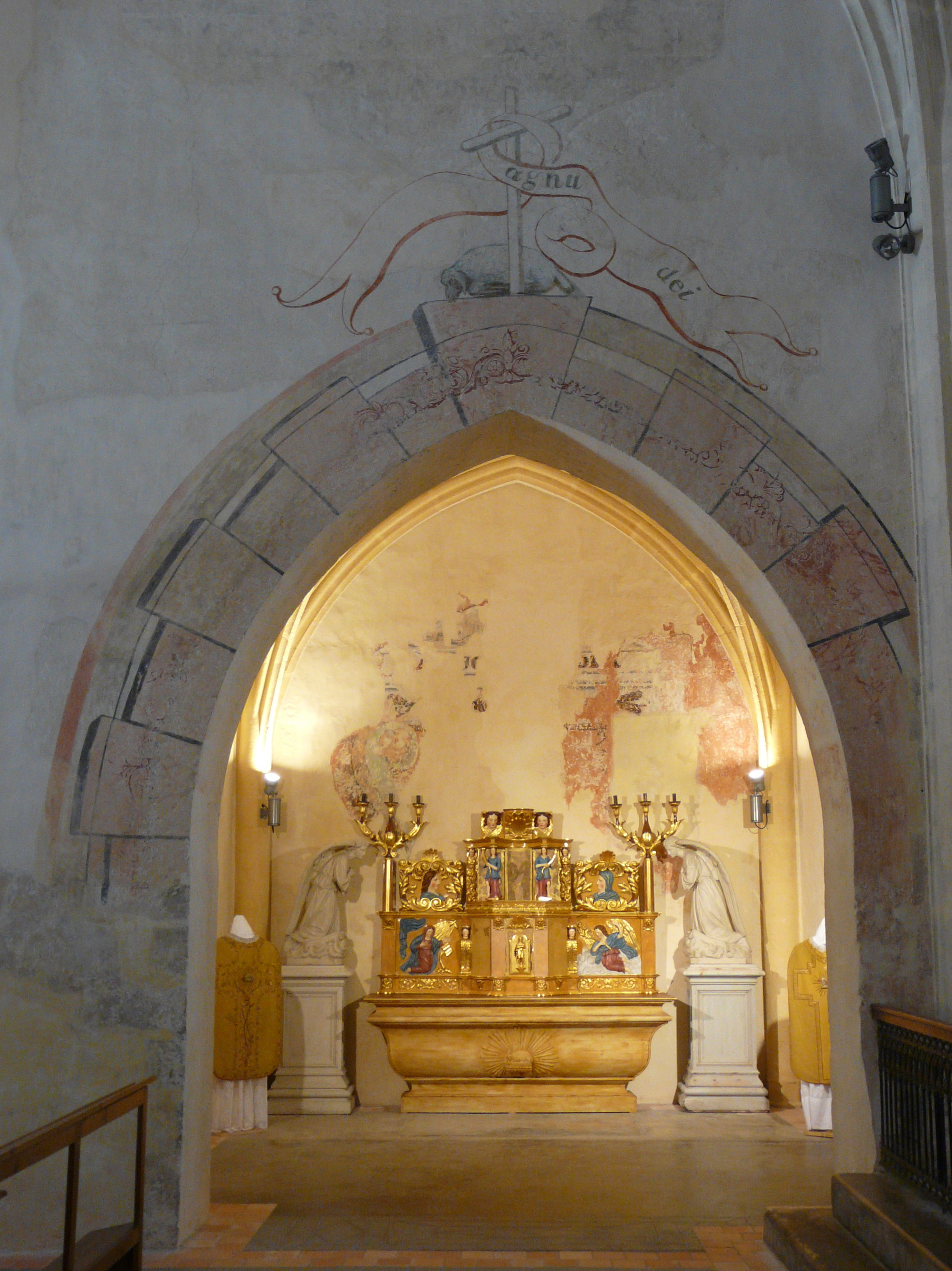
Les peintures et le maître-autel du transept nord.
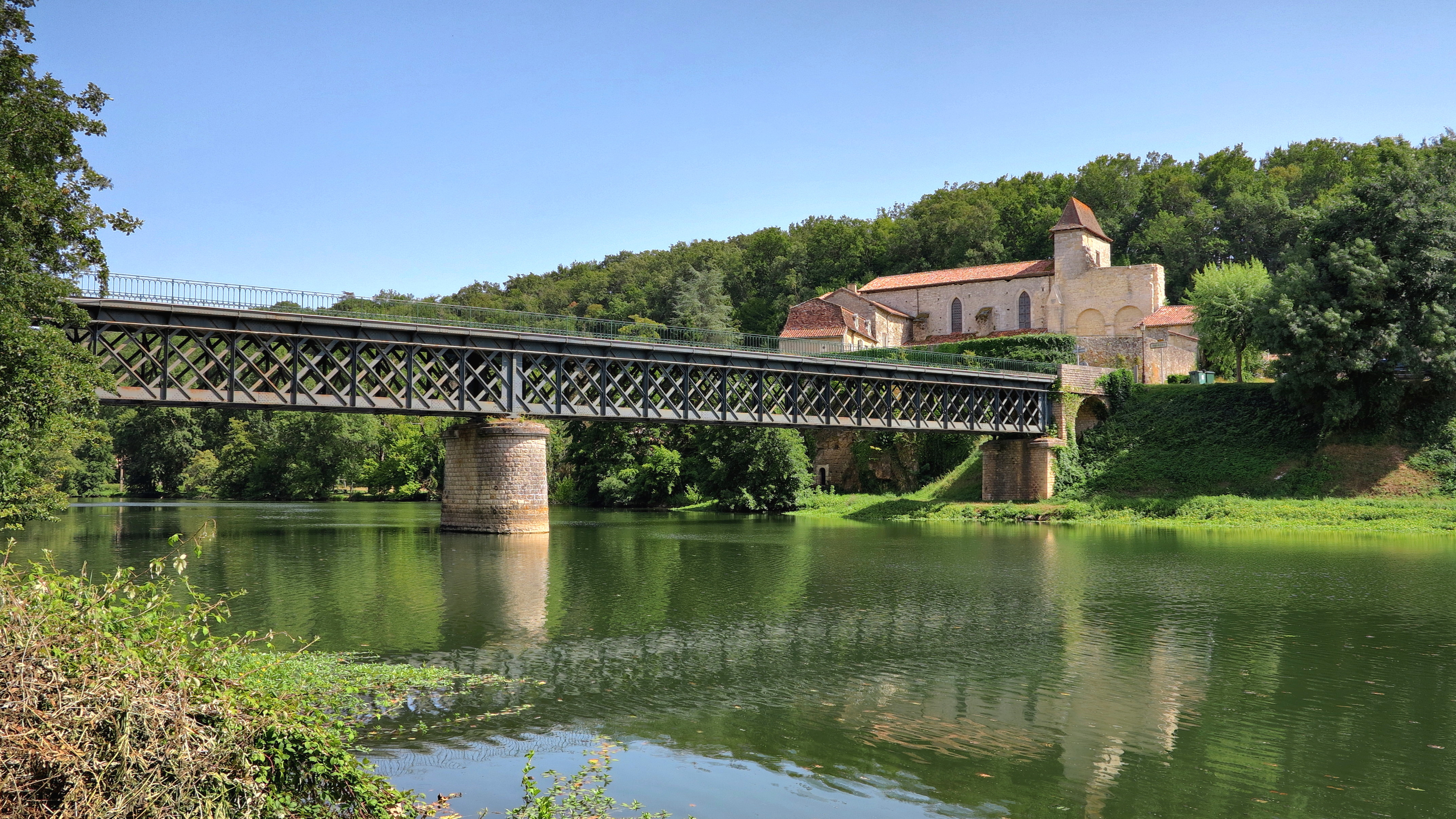
Le pont sur l'Isle et l'église.
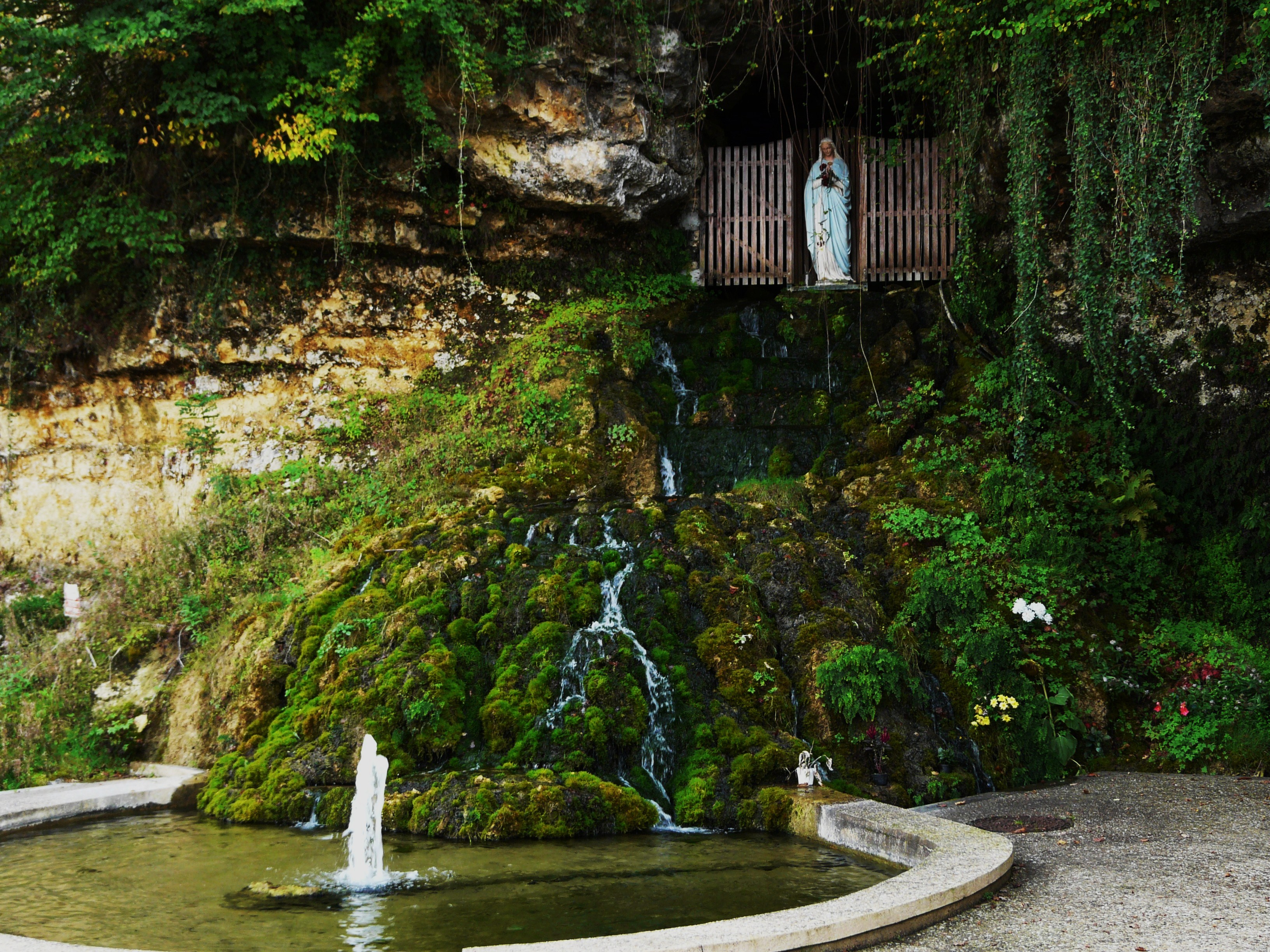
La fontaine pétrifiante.

### Patrimoine naturel

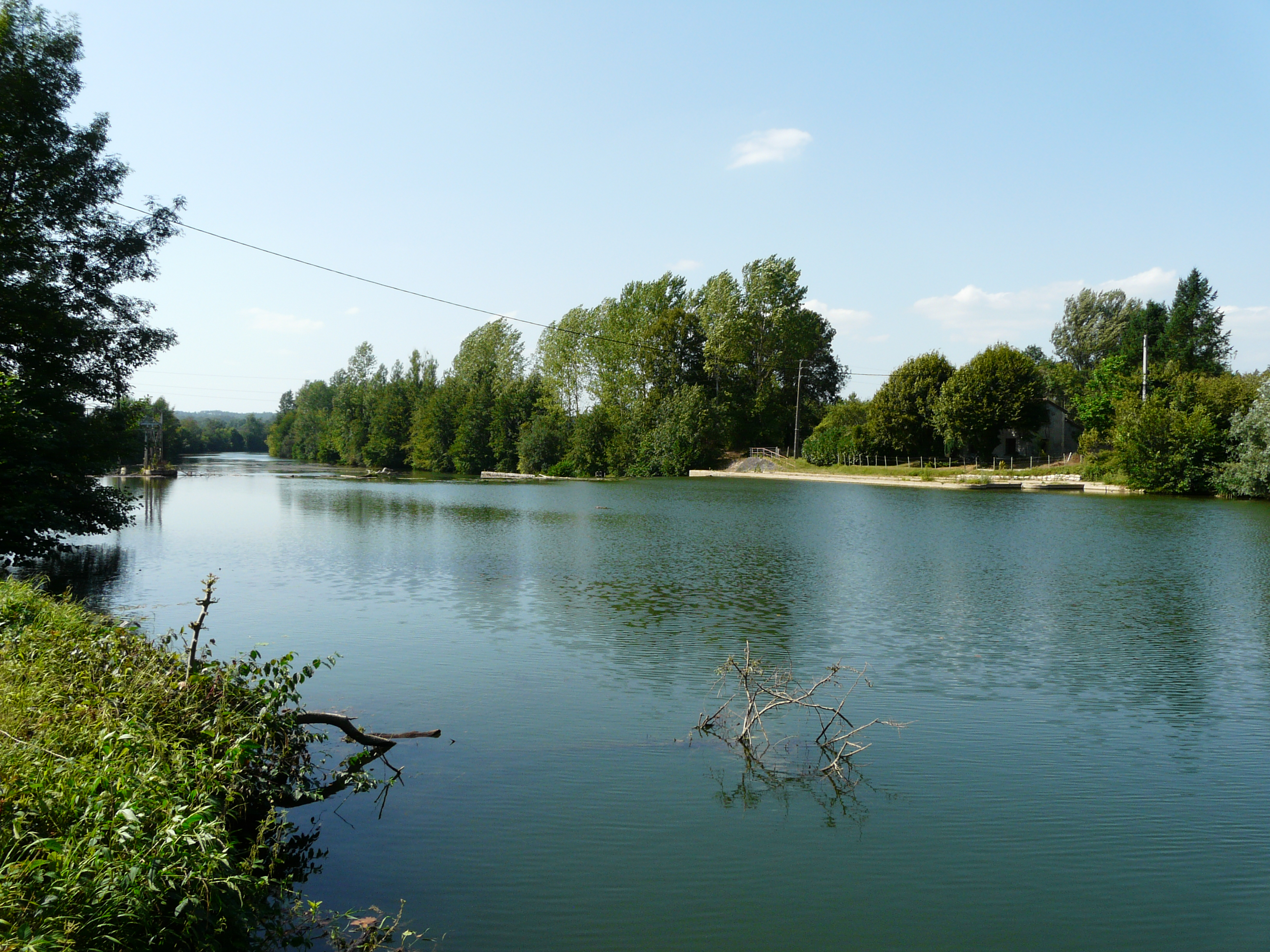
L'Isle au lieu-dit la Caillade. Sur la rive opposée, la commune de Saint-Louis-en-l'Isle.

#### Natura 2000
Le territoire communal présente un site Natura 2000. Depuis Périgueux jusqu'à sa confluence avec la Dordogne, l'Isle et sa vallée, ensemble de prairies et de cultures, représentent un site très important pour le vison d'Europe ainsi que pour une libellule : le gomphe de Graslin (Gomphus gaslinii). Outre la cistude d'Europe et l'écrevisse à pattes blanches, on y trouve également des aires de reproduction de six espèces de poissons dont des lamproies et des aloses.

#### ZNIEFF
Depuis l'entrée de l'Isle sur la commune jusqu'au niveau du lieu-dit  la Martinie, la commune présente une zone naturelle d'intérêt écologique, faunistique et floristique (ZNIEFF) de type I, la « vallée de l'Isle de Neuvic à Saint-Louis-en-l'Isle », site de prairies inondables à la flore et la faune diversifiées,.

#### Sites remarquables
Deux sites inscrits se trouvent sur le territoire communal.
Le château de Maupas, situé sur la commune voisine d'Issac, présente depuis 1979 une zone protégée de 84 hectares, dont un tiers environ se trouve sur le territoire de Sourzac, à l'ouest de la Crempsoulie, au niveau du lieu-dit Redondie,.
Entre l'Isle et la route départementale 6089, sur moins d'un demi-hectare, l'église et ses abords immédiats sont inscrits depuis 1955,.

### Personnalités liées à la commune
- Pierre-Philippe Niocel (1833-1909), érudit périgourdin, fut instituteur à Sourzac.
- Georges Dambier (1925-2011), photographe portraitiste, photographe de mode et directeur artistique dans de nombreux journaux et magazines français, est mort à Sourzac.

## Pour approfondir